# Cheval (nom vernaculaire)
Pour les articles homonymes, voir Cheval (homonymie).
Taxons concernés
Dans la famille/genre des taxon :
- Les genres/espèces :
  - Equus caballus
  - Equus ferusSous-pages sur les chevaux domestiques
- Cheval domestique
- Articles sur les races de chevauxSous-pages sur les sous-espèces sauvages d'Equus ferus
- Equus ferus ferus
- Equus ferus przewalskiimodifier

Cheval /ʃəval/ est un nom qui, dans le vocabulaire courant du français, fait très généralement référence au cheval domestique (Equus ferus caballus). Il ne correspond cependant pas à un niveau précis de la classification scientifique des espèces. Il s'agit d'un nom vernaculaire ambigu, désignant plusieurs espèces et sous-espèces de grands mammifères herbivores de la famille des équidés. Le statut d'espèce à part entière, ou de sous-espèce d'Equus ferus pour le cheval domestique, reste par ailleurs discuté.
Hormis le cheval domestique, des espèces et sous-espèces distinctes sont désignées par ce même nom, dont le cheval de Przewalski (Equus ferus przewalskii) et le Tarpan (Equus ferus ferus), deux sous-espèces d'Equus ferus, le cheval sauvage. Plusieurs équidés préhistoriques dont le statut reste à clarifier portent eux aussi des noms vernaculaires comportant le terme « cheval », dont le cheval du Yukon (Equus lambei). Il y a aussi des postulats de taxons désormais obsolètes, comme le cheval des forêts (Equus caballus germanicus ou Equus ferus ferus silvaticus), et le « cheval de Solutré ».

## Étymologie et histoire du terme
« Cheval » (/ʃəval/, pluriel « chevaux » /ʃəvo/) est un terme générique qui désigne en premier lieu l'espèce ou sous-espèce domestique, ce qui inclut les populations redevenues sauvages comme les mustangs. 
Le cheval de Przewalski et le Tarpan appartiennent à une autre espèce ou sous-espèce, mais sont eux aussi désignés comme des « chevaux ».